# Вудланд (Мејн)
Вудланд (енгл. Woodland) насељено је место без административног статуса у америчкој савезној држави Мејн.

## Демографија
По попису из 2010. године број становника је 952, што је 92 (-8,8%) становника мање него 2000. године.
| Група             | 2000.         | 2010.       |
| Белци             | 1.030 (98,7%) | 907 (95,3%) |
| Афроамериканци    | 1 (0,1%)      | 4 (0,4%)    |
| Азијати           | 2 (0,2%)      | 10 (1,1%)   |
| Хиспаноамериканци | 1 (0,1%)      | 4 (0,4%)    |
| Укупно            | 1.044         | 952         |